# Bataille de Talikota
En 1565, l'alliance du Deccan comprenant Bijâpur, Bîdâr, Berâr, Golkonda et Ahmadnâgar inflige une sévère défaite au royaume de Vijayanâgara à la bataille de Talikota, l'artillerie musulmane faisant la différence comme plus tôt à la bataille de Pânipat. L'armée du royaume est dévastée, Ramarayâ (en) est assassiné et la cité de Vijayanâgara et les autres grandes villes du royaume sont mises à sac.
Le trône du royaume de Vijayanâgara était à l'époque aux mains de Ramarâya. Celui-ci était réputé pour être un manipulateur et il interférait dans les affaires des sultanats musulmans voisins. Bien qu'initialement cette tactique fut efficace, Ramarâya finit par s'attirer les foudres des sultanats qui s'unirent pour détruire ce royaume hindou.
C'est l'une des rares batailles de l'époque au cours de laquelle une stratégie de coalition fut employée.
La bataille décisive ne dura pas longtemps. Les troupes des sultanats, dans un terrain rocailleux, employèrent une technique classique : tout d'abord les premières lignes ennemies furent brisées à l'aide des canons. Le feu de l'artillerie fit des ravages et l'attaque frontale massive des armées alliées acheva le travail. La victoire des sultanats fut totale, la tête de Ramarâya  étant exhibée comme un trophée.
La ville de Vijayanâgara, sur le site de Hampi, fut ensuite mise à sac.
La bataille mit un terme au dernier grand empire du Sud de l'Inde.
Les luttes de pouvoir incessantes entre les sultanats firent par la suite leur perte, puisqu'ils capitulèrent plus tard face aux Moghols et à l'Empire britannique.

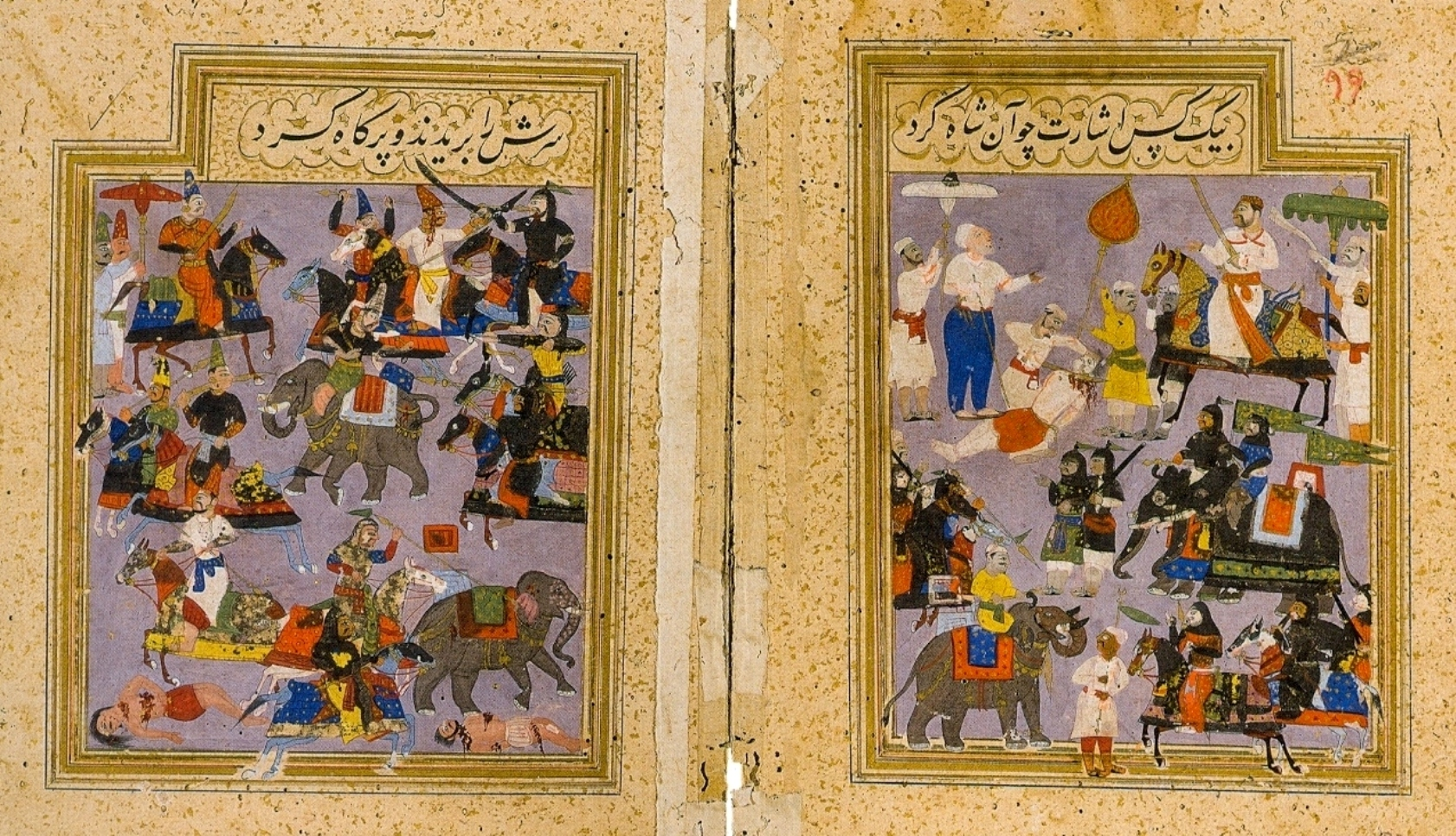
Bataille de Talikota - Enluminure d'un manuscrit de Ta'rif-i Husain Shahi.
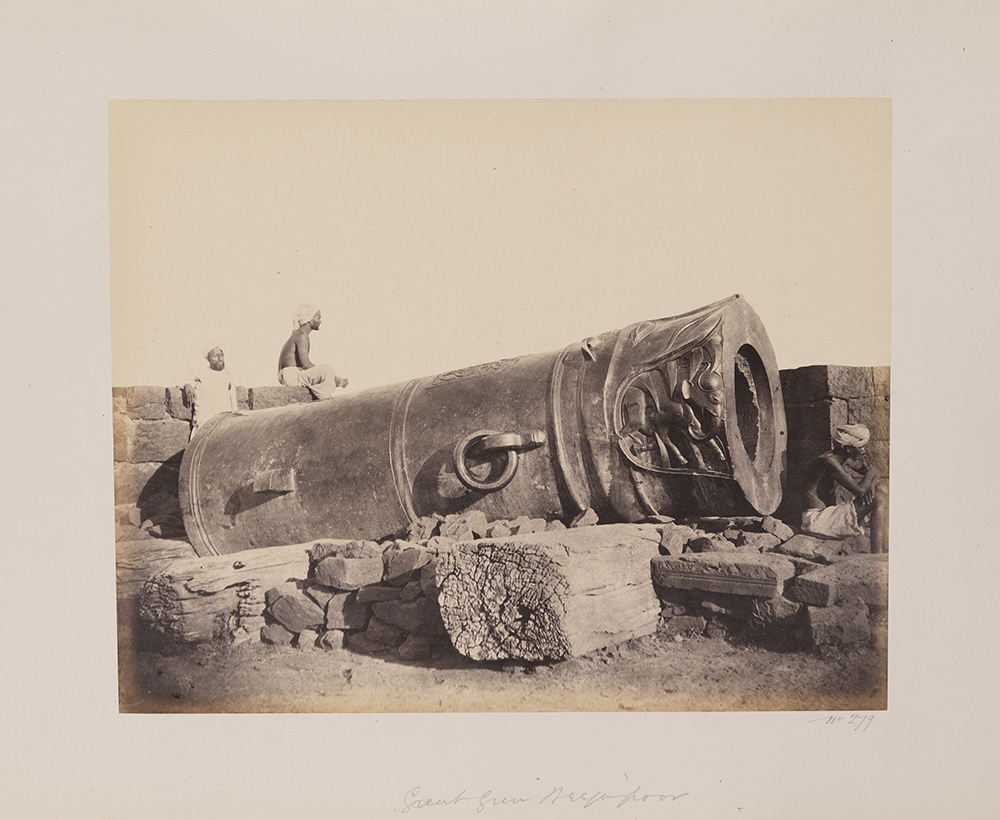
Le gros canon de Bijapur - Pièce d'artillerie utilisée lors du conflit entre les sultanats.